# 마나시 모게
마나시 모게(Manasi Moghe, 1991년 8월 29일 ~ )는 인도의 배우이다. 2013년 미스 인도 우승자이며 2013년 미스 유니버스에서 인도 대표로 참가했다.